# 九廣輕鐵架空路軌工程

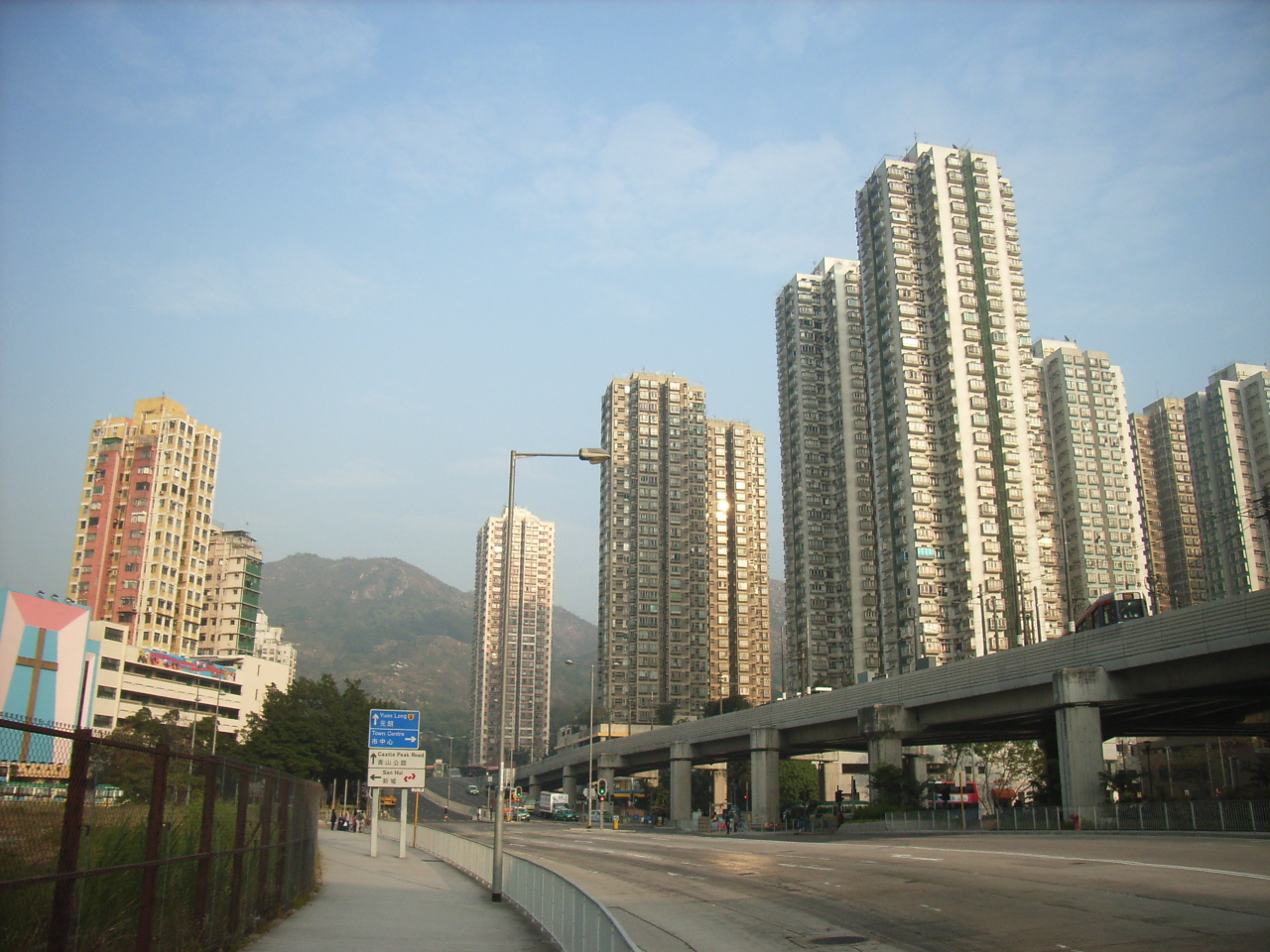
圖中天橋為「杯渡路架空路軌工程」興建，可見有列車在行走

九廣輕鐵架空路軌工程為香港九廣輕鐵（今輕鐵）高架化的改善工程。

## 詳情
分為兩部份：
- 杯渡路：主要是為配合九廣西鐵（今屯馬綫）屯門站工程，將河田／建安站／杯渡／市中心之間路軌由路面改為高架橋[1]，並將位於工程中間的新發站拆卸，改以架空之新屯門站與屯馬綫屯門站連接；整個工程減少了三處平交道，已於2003年（即九廣西鐵通車當年）完成。

- 青麟路：將青麟交匯處（位於兆康站和藍地站之間）路軌架空[2]，主要為改善安全[3]；整個工程減少了一處平交道，現已完成。

## 影響
- 建安站的西行月台由於無法配合天橋位置而要拆卸，並在原來位置西面重建。
- 505改經河田站、蔡意橋站、銀圍站及大興一帶，而山景、建安站的服務則由港鐵巴士505綫取代，現時505綫已經回復以輕鐵行駛，並維持至今。
- 506全面停駛，由港鐵巴士506綫取代，並維持至今。